# 平戸島
平戸島（ひらどじま）は、長崎県北部、北松浦半島の西海上にある島。全域が長崎県平戸市に属する。面積163.42km2は、島としては日本で20番目、長崎県で4番目の面積である。

## 地理
南北32km・東西最大幅約10kmの島で、北東-南西方向に細長い形をしている。北端の田の浦から南端の宮ノ浦までの道のりは約45kmあり、車で1時間前後かかる。東側は平戸瀬戸を挟んで九州本土に面する。平戸瀬戸の最も狭い部分は約570mで、ここは1977年（昭和52年）に平戸大橋が開通した。
周囲の有人島は、北約3km沖に度島（たくしま）、北約7km沖に的山大島（あづちおおしま）、北西1km沖に生月島（いきつきしま）、南西300m沖に高島がある。生月島との間には1991年（平成3年）に生月大橋が完成した。度島と的山大島は平戸港から、高島は宮ノ浦漁港からそれぞれ船の便がある。その他にも黒子島、中江ノ島、阿値賀島、尾上島など周辺各地に無人島がある。

### 概要
- 面積 - 163.42km2
- 人口 - 21,355人（2005年国勢調査）

## 自然
島の地質は、第三紀層の上に安山岩・玄武岩質の溶岩がかぶさり山地を形成する。全域が山がちで平地に乏しく、丘陵地が海岸まで迫る。島に沿って標高200-500mの山地がほぼ2列に連なる。
| 西側（括弧内数値は標高） - 小富士山（217m） - 安満岳（535m） - 平戸島最高峰・西海国立公園特別地域 - 鯛ノ鼻（447m） - 有僧都岳（351m） - 佐志岳（347m） - 礫岩（つぶていわ : 287m） - 植物群落は国の天然記念物 - 屏風岳（394m） - 志々伎山（347m） | 東側 - 白岳 （250m） - 鞍掛山 （192m） - 川内峠（267m） - 草原が管理されている - 上床草原（405m） - 草原が管理されている - 鴛ノ岳（207m） - 慈眼岳（372m） - 白岩岳（273m） - 浜岳（235m） |

これらの山地には、神曾根川・安満川・中津良川・古田川など多くの川によって谷が刻まれる。ただし川はいずれも小規模で、最大の神曾根川でも延長6km・流域面積9km2にとどまる。農業用水や上水道用水への利用のために、各所にため池が作られている。
海岸線は屈曲に富み、東シナ海を望む西海岸では大規模な海食崖が発達する。薄香湾、古江湾、志々伎湾など各地の入り江は漁港として利用される他、千里ヶ浜・根獅子・西浜など砂浜が発達した区域もあり、海水浴場として親しまれる。
気候は対馬海流の影響が強く温暖で、島の各地に照葉樹林が発達する。そこに人の手が入った里山・草原・田畑などもあり、砂浜や岩場も含め多様な自然環境が広がる。植物では南方系植物に加え、ダンギクなどの大陸系植物やカシワなど北方系植物が見られる。平戸島固有種にはイトラッキョウがあるが、種レベルでは島外各地に変種が分布し、厳密な固有種というわけではない。また、「平戸」の名を冠した交配種としてヒラドツツジがある。

## 歴史

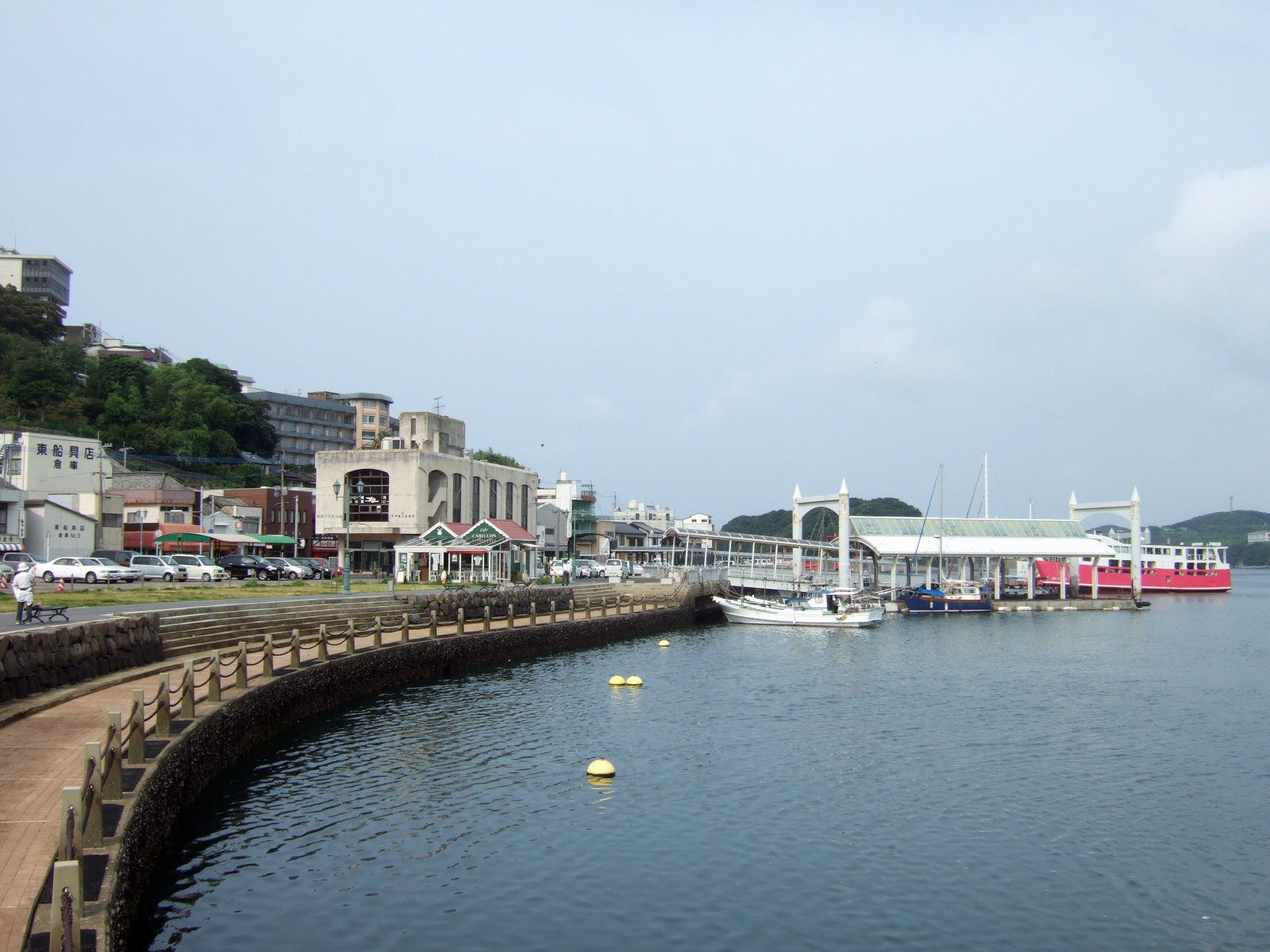
平戸港

旧石器時代からの遺跡があり、1950年に発掘された根獅子遺跡では弥生中期の女性人骨が発見されており（後述書 p.149）、この人骨が考古学的に注目されるのは、抜歯され、頭骨に鏃が食い込んでおり、弥生時代において女性が戦に参加して、それも戦闘集団の中で統率者的立場の女長とみられる点にある。
平戸島は遣隋使・遣唐使・遣新羅使の頃から寄港地として利用され、海外との重要な交通拠点となっていた。平安期には「ひら」「ひらのしま」と呼ばれていて、「ひら」には「比良」「庇羅」「飛鸞」などの字が当てられた。肥前国と庇羅の島の間の瀬戸が「ひらのと」と呼ばれ、これに因んで鎌倉時代から「平戸島」と呼ぶようになった。平安期以降は松浦党の本拠地となり、八幡（ばはん : 倭寇を含む海賊）も活動した。

### 文永・弘安の役
鎌倉時代中期、大陸に大勢力を築いていたモンゴル帝国（大元ウルス）により二度に亘り、日本は侵攻を受けた（元寇）。一度目の侵攻の文永の役では、平戸島も元軍の襲来を受けたが、博多湾から上陸した元軍は、日本側の激しい抵抗を受け撤退する。
続く二度目の侵攻である弘安の役では、元軍は朝鮮半島から進発したモンゴル兵、女真兵、高麗兵などから成る東路軍と旧南宋領から進発した旧南宋・漢兵などからなる江南軍の二方向から日本に侵攻した。
平戸島は、この東路軍と江南軍の合流地点となった。
元軍が平戸島に目を付けたのは、平戸島が大宰府に近く、地勢として軍船を停泊させるのに便利であり、日本側の防備が無かったためである。平戸島に到着した元軍は、日本軍の襲来に備えて、平戸島に塁を築いて陣地を構築した。東路軍は壱岐島の戦いの後、平戸島に移動し、江南軍と合流した。合流を完了させた元軍は、平戸島に部隊を残して、鷹島に移動すると日本側と海戦となる（鷹島沖海戦）。その後、台風を受けた元軍は、継戦か撤退かを巡り軍議を開くと撤退に決し、平戸島に在陣する軍勢は平戸島に軍船の軍馬を捨てると、軍船に人員を収容して撤退していった。

### 南蛮貿易、キリスト教の布教
1550年（天文19年）にポルトガル船が来航し、平戸港は南蛮貿易港として機能するようになる。フランシスコ・ザビエルをはじめとするイエズス会宣教師によってキリスト教（カトリック）が布教されたが、その後はキリスト教弾圧の舞台にもなった。
ポルトガル船は1561年（永禄4年）の宮ノ前事件により貿易拠点を佐世保湾内の横瀬浦（大村藩領・現在の西海市西海町横瀬）へ移してしまったが、1584年（天正12年）にはイスパニア、その後オランダ・イギリスの船も来航した。また1599年（慶長4年）には、平戸藩初代藩主となる松浦鎮信によって最初の平戸城築城が始まった。
1609年（慶長14年）にオランダ商館、1613年（同18年）にウィリアム・アダムス（三浦按針）によってイギリス商館が設立された。しかしその後の鎖国政策によって1623年（元和9年）にイギリス商館閉鎖、オランダ商館も1641年（寛永18年）に長崎の出島へ移転して、平戸港における南蛮貿易は終わった。以後の平戸港は平戸藩の城下町として栄えた。

### 町村制の施行
1889年（明治22年）の町村制度施行で、島内には1町7村が置かれた。その後1925年（大正14年）の平戸町・平戸村の合併で1町6村、1955年（昭和30年）に平戸市1市体制となり、2005年（平成17年）に周辺町村との合併で新市制の平戸市となった。
多くの史跡・文化財、および豊かな自然から、1955年（昭和30年）に周辺地域とともに西海国立公園に指定され、島の24%が国立公園の範囲内となった。また、交通ではかつては対岸の平戸口桟橋（旧北松浦郡田平町）からのフェリー航路に頼っていたが、1977年（昭和52年）に平戸大橋が開通し、九州本土との交通が便利になった。

### 重要文化的景観
2010年（平成22年）、島の東岸に位置する宝亀（ほうき）・田崎・神鳥（かんどり）・迎（むかえ）・紐差（ひもさし）の集落と前ノ島、平子島、黒島、野島、西岸に点在する春日・獅子・根獅子（ねしこ）の棚田、安満岳と生月島を含む約1,100ヘクタールが、隠れキリシタンの伝統と棚田群等の独特の景観を保持していることから重要文化的景観の「生月・平戸の文化的景観」として選定され、同年の内に平戸西岸の飯良（いいら）地区と平戸・生月の西岸沖、平戸・生月間の海峡である辰ノ瀬戸および中江ノ島など海洋域が追加選定され「平戸島の文化的景観」に名称変更した。

## 出身・ゆかりのある人物
- 鄭成功（明の軍人）
- 鄭審一 （成功の実弟田川次郎左衛門（のち七左衛門）11世孫）
- 稲垣満次郎（外交官）
- 沖偵介（諜報活動家）
- 石橋禹三郎（海外事業家）
- 中村精七郎（山九創業者・博多港を築く[3]）
- 黒崎義介（日本画家、童画家、絵本画家）
- 永田菊四郎（法学博士・日本大学第5代総長、名誉総長）
- 柳本柳作（海軍大佐、空母「蒼龍」艦長）